# Shohei Ohtani
Shohei Ohtani (n. 5 iulie 1994, Mizusawa⁠(d), Prefectura Iwate, Japonia) este un jucător japonez de baseball. Pitcher⁠(d) și aruncător desemnat⁠(d) pentru Los Angeles Dodgers, Major League Baseball. A câștigat Seria Campionatului Japoniei 2016 cu Hokkaido Nippon Ham Fighters. Deține recordul ligii profesioniste japoneze pentru cea mai mare viteză de aruncare a mingii de către un aruncător, la 165 km/h. A fost comparat cu jucători precum Babe Ruth, care a jucat atât pe poziția de aruncător, cât și pe cea de lovitor. Este adesea numit cel mai mare jucător de baseball din epoca modernă, dacă nu din istorie.
S-a alăturat echipei Hokkaido Nippon-Ham Fighters⁠(d) ca jucător ales în primul tur al draftului în 2012; a jucat în Liga Profesională Japoneză din 2013 până în 2017, jucând ca aruncător și jucător de câmp; a câștigat Seria Campionatului Japoniei în 2016; a devenit agent liber după sezonul 2017 și s-a alăturat echipei Los Angeles Angels. A fost numit Rookie of the Year⁠(d) în American League în sezonul său de debut; în 2021 a fost numit American League Most Outstanding Player; în 2023, Ohtani a câștigat 10 meciuri într-un sezon ca aruncător și a reușit 44 de home run-uri ca jucător. El a fost numit American League Most Valuable Player pentru a doua oară în carieră.
În decembrie 2023, Ohtani a semnat un contract pe 10 ani, în valoare de 700 de milioane de dolari, cu Los Angeles Dodgers, cel mai scump contract din istoria echipei.
Ohtani a reprezentat Japonia la World Baseball Classic 2023 și a fost desemnat cel mai remarcabil jucător al turneului. Finala World Baseball Classic a fost unul dintre cele mai urmărite meciuri din istoria baseball-ului, iar Japonia a câștigat turneul după ce Otani l-a eliminat pe coechipierul său de la Angels și căpitanul echipei naționale a SUA, Mike Trout, pentru a oferi echipei sale o victorie cu 3-2.